# Danÿ Margit
Danÿ Margit, Danÿ Baba (Mikelaka, 1906. február 5. – Athén, 1975. január 22.) vívó, sportvezető. A trianoni békediktátumot követően családjával Magyarországra költöztek, 1921-ben az alföldi Kunszentmártonban telepedtek le. 2008. május 4-én dr. Gémesi György, a Magyar Vívószövetség elnöke részvételével a kunszentmártoni Sportcsarnok Dany Margit nevét veszi fel ünnepélyes keretek között.
1924-től a HTVK (Honvéd Tiszti Vívó Klub), 1934-től a MAC (Magyar Atlétikai Club) tőrvívója volt. 1928-ban ő nyerte az első hivatalos magyar női tőrvívó bajnokságot. Részt vett az 1928. évi és az 1932. évi nyári olimpiai játékokon. 1928-ban 6. helyezést ért el. Kétszer volt tagja az Európa-bajnok magyar női tőrvívócsapatnak. Az aktív sportolást 1938-ban fejezte be. Az 1940-es évek elejétől Görögországban élt és a Görög Vívó Szövetség elnöke lett.

## Sporteredményei
- olimpiai 6. helyezett (egyéni: 1928)
- kétszeres Európa-bajnok (csapat: 1933, 1934)
- Európa-bajnoki 3. helyezett (egyéni: 1929)
- magyar bajnok (egyéni: 1928)